# Kingiodendron platycarpum
Kingiodendron platycarpum é uma espécie vegetal da família Fabaceae.
Apenas pode ser encontrada nas Fiji.